# 아트만
아트만 (/ˈɑːtmən/; 산스크리트어: आत्मन्)은 산스크리트어로 진정한 또는 영원한 자아 또는 각 개인 내부에 존재하는 자생적인 본질 또는 비인격적인 (그것) 증인 의식을 의미하는 단어이다. 아트만은 지바아트만과는 개념적으로 다르며, 지바아트만은 여러 몸과 생애에 걸쳐 지속된다. 일부 인도 철학 학파는 아트만을 물질적인 또는 죽을 수 있는 자아(아함카라), 마음의 감정적인 측면(치타), 그리고 구체화된 형태에서의 존재(프라크리티)와 구별되는 것으로 간주한다. 이 용어는 종종 영혼으로 번역되지만, 현상과의 동일시를 넘어서는 순수 의식 또는 증인 의식만을 지칭하므로 "자아"로 번역하는 것이 더 적절하다. 모크샤 (해탈)를 얻기 위해서는 인간이 자기 지식 (아트마 그나안 또는 브라흐마즈냐나)을 습득해야 한다.
아트만은 다양한 인도 철학 학파의 중심 개념으로, 아트만, 개별 자아(지바아트만), 지고의 자아(파라마아트마) 및 궁극적 실재(브라흐만) 사이의 관계에 대해 다음과 같이 다른 견해를 가지고 있다: 완전히 동일하다(아드바이타, 비이원론적), 완전히 다르다(드바이타, 이원론적), 또는 동시에 다르면서 다르지 않다(베다베다, 비이원론적 + 이원론적).
힌두교의 여섯 정통 학파는 모든 생명체(지바)에 몸과 마음의 복합체와 구별되는 아트만이 존재한다고 믿는다. 이는 본질적으로 생명체의 경험적 구성 요소에서 불변하는 본질이나 자아를 찾을 수 없다고 주장하는 불교의 아낫타 교리와의 주요 차이점이며, 무엇이 해탈되는지에 대해서는 침묵한다.

## 어원과 의미

### 어원
아트만(Atma, आत्मा, आत्मन्)은 "본질, 숨결"을 의미하는 산스크리트어이다. 이 단어는 인도유럽조어 *h₁eh₁tmṓ(고대 그리스어 ἀτμός 및 게르만어 계통의 네덜란드어 adem, 아프리칸스어 asem, 고대 고지 독일어 atum "숨결", 현대 독일어 atmen "숨쉬다", Atem "호흡, 숨결", 중세 영어 ethem, 고대 영어 ǽþm 및 eþian과 유사한 "숨결"을 의미하는 어근)에서 파생되었다.

### 의미
아트만은 개인의 "진정한 자기", "가장 내면의 본질"을 의미한다. 힌두교에서 아트만은 인간의 자생적인 본질, 관찰하는 순수 의식 또는 증인 의식을 지칭한다. 이는 물질적 실재에 내재된 끊임없이 진화하는 육화된 개별 존재(지바)와는 구별된다. 육화된 개성은 변할 수 있지만 아트만은 변하지 않는다. 그것은 "순수하고, 분화되지 않으며, 스스로 빛나는 의식"이다.
힌두교에서 아트만은 영원하고, 불멸하며, 시간을 초월하며, "몸이나 마음, 의식과 같지 않지만... 이 모든 것을 스며드는 그 너머의 어떤 것"으로 간주된다. 아트만은 변하지 않고 영원하며, 가장 내면의 빛나는 자기로, 개성이나 자아에 영향을 받지 않는다. 아트만은 항상 자유롭고, 결코 속박되지 않으며, 삶의 실현된 목적, 의미, 해탈이다. Puchalski가 말했듯이, "힌두교 종교 생활의 궁극적인 목표는 개성을 초월하고, 자신의 신성하고 순수한 본성을 깨닫는 것"이다.
종종 "영혼"으로 번역되지만, "자아"로 번역하는 것이 더 적절하다. 따라서 아트만은 의식뿐만 아니라 이성, 성격, 감정, 의식, 기억, 지각, 사고와 같은 생명체의 정신적 능력을 포함하는 비힌두교적인 영혼 개념과는 다르다. 힌두교에서 이 모든 것은 아트만의 상대인 육화된 실재에 포함된다.

## 개념의 발전

### 베다
인도 문학에서 아트만이라는 단어의 가장 초기의 사용은 리그베다 (RV X.97.11)에서 발견된다. 고대 인도 문법학자인 야스카는 이 리그베다 구절에 대해 아트만의 다음 의미를 받아들인다: 스며드는 원리, 다른 요소들이 통합된 유기체, 그리고 궁극적인 지각 원리.
아트만이라는 단어가 나타나는 리그베다의 다른 찬송가는 I.115.1, VII.87.2, VII.101.6, VIII.3.24, IX.2.10, IX.6.8, X.168.4를 포함한다.

### 우파니샤드
아트만은 모든 우파니샤드의 중심 주제이며, "자신의 아트만을 알라"는 우파니샤드의 주제 중 하나이다. 우파니샤드는 아트만이 "우주의 궁극적인 본질"뿐만 아니라 "인간의 생명력 있는 숨결"을 나타내며, 이는 "불멸의 신성한 내면"으로 태어나지도 죽지도 않는다고 말한다. 우주론과 심리학은 구별할 수 없으며, 이 텍스트들은 모든 사람의 자아의 핵심은 몸도 아니고, 마음도 아니고, 자아도 아니지만, 아트만이라고 말한다.
우파니샤드는 아트만과 브라흐만 사이의 관계에 대해 두 가지 명확하고 다소 다른 주제를 표현한다. 일부는 브라흐만(최고의 실재; 보편적 원리; 존재-의식-지복)이 아트만과 동일하다고 가르치는 반면, 다른 일부는 아트만이 브라흐만의 일부이지만 동일하지는 않다고 가르친다. 이 고대 논쟁은 힌두교에서 다양한 이원론적 및 비이원론적 이론으로 발전했다. 바다라야나의 브라흐마수트라 (기원전 100년경)는 이러한 다소 상충되는 이론들을 종합하고 통일하여, 아트만과 브라흐만은 어떤 면에서는, 특히 무지의 상태에서는 다르지만, 가장 깊은 수준에서 그리고 자아 실현의 상태에서는 아트만과 브라흐만은 동일하고 다르지 않다(아드바이타)고 말했다. 콜러에 따르면, 이 종합은 상키야-요가 학파의 이원론적 전통과 니야야-바이셰시카 학파의 실재론적 전통에 반대하며, 힌두교에서 가장 영향력 있는 영적 전통으로서 베단타의 토대가 될 수 있게 했다.
몇몇 우파니샤드 문헌에 따르면, 아트만은 인체 내에 존재하며, 손톱 끝과 같은 사지까지 확장된다 (브리하드아란야카 우파니샤드 1.4.7). 아트만이 온몸에 퍼져 있지만, 우파니샤드는 아트만의 특별한 위치로 심장을 물리적인 기관이 아닌 내면의 "동굴" 또는 구하(guha)로 자주 강조한다. 그것은 심장 깊숙이 존재한다고 묘사된다 (찬도기야 우파니샤드 III.14.3-4).

#### 브리하드아란야카 우파니샤드
브리하드아란야카 우파니샤드 (기원전 800-600년)는 아트만을 모든 것이 존재하는 것, 가장 높은 가치를 지닌 것, 모든 것을 스며드는 것, 모든 것의 본질이며, 지복이며, 묘사할 수 없는 것으로 묘사한다. 찬송가 4.4.5에서 브리하드아란야카 우파니샤드는 아트만을 브라흐만으로 묘사하고, 그것을 자신이 되는 모든 것, 될 수 있는 모든 것, 자신의 자유 의지, 자신의 욕망, 자신이 하는 일, 자신이 하지 않는 일, 자신 안의 선함, 자신 안의 악함과 연결시킨다.
저 아트만(자기, 영혼)은 참으로 브라흐만이다. 그것은 [아트만] 또한 지성, 마나스(마음), 생명력 있는 숨결과 함께, 눈과 귀와 함께, 흙, 물, 공기, 아카샤(하늘)와 함께, 불과 불 이외의 것과 함께, 욕망과 욕망의 부재와 함께, 분노와 분노의 부재와 함께, 의로움과 불의함과 함께, 모든 것과 함께 동일시된다 — 그것은 잘 알려져 있듯이 이것(지각되는 것)과 저것(추론되는 것)과 동일시된다.

그것[아트만]이 행하고 행동하는 대로 그것은 된다: 선을 행함으로써 선하게 되고, 악을 행함으로써 악하게 된다. 선한 행위로 인해 덕스럽게 되고, 악한 행위로 인해 악하게 된다. 그러나 다른 이들은 말한다, "자기는 오직 욕망과 동일시된다. 그것이 욕망하는 대로 결심하고; 그것이 결심하는 대로 그 행위가 되며; 그리고 그 행위가 하는 대로 그것은 거둔다.— 브리하드아란야카 우파니샤드 4.4.5, 기원전 9세기

아트만, 즉 모든 사람과 존재의 본질과 자아가 브라흐만과 동일하다는 이 주제는 브리하드아란야카 우파니샤드에서 광범위하게 반복된다. 우파니샤드는 "나는 브라흐만이다"라는 지식과 "나"와 "너", 또는 "나"와 "그" 사이에 차이가 없다는 것이 해탈의 원천이며, 심지어 신들도 그러한 해탈한 사람을 이길 수 없다고 주장한다. 예를 들어, 찬송가 1.4.10에서,

브라흐만은 이전에 이것이었다. 그러므로 그것은 아트마(영혼, 자신)조차 알았다. 나는 브라흐만이다, 그러므로 그것은 모든 것이 되었다. 그리고 신들 중 누구라도 이 깨달음을 가졌다면, 그것 또한 그렇게 되었다. 현자들에게도 마찬가지이며, 인간들에게도 마찬가지이다. 자기를 "나는 브라흐만이다"라고 아는 자는 이 모든 우주가 된다. 심지어 신들도 그를 이길 수 없으니, 그는 그들의 아트마가 되기 때문이다. 이제 만약 어떤 사람이 "그는 하나이고 나는 다른 하나이다"라고 생각하며 다른 신을 숭배한다면, 그는 알지 못한다. 그는 신들에게 동물과 같다. 많은 동물들이 인간에게 봉사하듯이, 각 인간은 신들에게 봉사한다. 심지어 한 동물이 사라져도 고통을 유발하는데, 많은 동물들이 사라진다면 얼마나 더 심하겠는가? 그러므로 인간이 이것을 아는 것은 신들에게 기쁘지 않다.
— 브리하드아란야카 우파니샤드 1.4.10

#### 찬도기야 우파니샤드
찬도기야 우파니샤드 (기원전 7~6세기)는 아트만을 두 생명체 사이에 분리된 것처럼 보이지만 실제로는 그렇지 않은 것, 즉 모든 개인의 본질이자 가장 내면의 진실하고 빛나는 자기로서 모든 것을 연결하고 통일하는 것으로 설명한다. 찬송가 6.10은 이를 강들의 예시로 설명하는데, 일부 강은 동쪽으로 흐르고 일부는 서쪽으로 흐르지만 궁극적으로 모두 바다로 합쳐져 하나가 된다. 같은 방식으로, 찬도기야 우파니샤드는 개별 영혼들이 순수한 존재이며, 개별 영혼은 순수한 진리이며, 개별 영혼은 하나의 보편적인 영혼의 바다의 현현이라고 말한다.

#### 카타 우파니샤드
브리하드아란야카 우파니샤드와 함께, 모든 초기 및 중기 우파니샤드는 인간이 어떻게 해탈, 자유, 행복을 얻을 수 있는지를 답하기 위해 아트만을 논한다. 카타 우파니샤드 (기원전 5세기에서 1세기)는 아트만을 각 인간과 생명체의 내재적이고 초월적인 가장 내면의 본질로 설명하며, 생명체의 외형은 다양하게 나타나더라도 이것은 하나이다. 찬송가 2.2.9는 다음과 같이 말한다:
세상에 들어간 하나의 불이 하나이면서도 그것이 태우는 것에 따라 다른 형태를 취하듯이, 모든 생명체의 내면의 아트만도 하나이면서도 그가 들어가는 것에 따라 형태를 취하고 모든 형태 밖에 존재한다.
— 카타 우파니샤드, 2.2.9

카타 우파니샤드, 책 1, 찬송가 3.3-3.4에서는 "영혼, 자기"와 몸, 마음, 감각의 관계에 대한 널리 인용되는 원시-상키야 전차 비유를 묘사한다. 스티븐 카플란은 이 찬송가를 "자기를 전차의 기수로, 몸을 단순히 전차로 알라. 지성을 마부로, 마음을 고삐로 알라. 감각은 말이고, 감각 대상은 그 주위의 길이라고 말한다"고 번역한다. 카타 우파니샤드는 이어서 "자아[아트만]가 이를 이해하고 몸, 감각, 마음과 통합되고, 덕스럽고, 마음이 깊고, 순수하다면, 그는 행복, 자유, 해탈에 이른다"고 선언한다.

### 바가바드 기타
바가바드 기타 2장 10-30절에서 크리슈나는 아르주나에게 아트만의 불멸의 본성을 이해하라고 촉구하며, 그것이 자신이 거주하는 유한한 육체를 초월한다고 강조한다. 아트만은 영원하며 태어나지도 죽지도 않으므로 죽이지도 죽임을 당하지도 않는다. 옷을 갈아입는 비유는 영혼이 낡은 육체를 버리고 새로운 육체를 취하는 것을 설명하기 위해 사용된다. 크리슈나는 영혼이 다양한 삶의 단계를 거치고 육체를 바꾸면서도 영향을 받지 않고 영원히 존재한다고 설명한다. 그것은 지각할 수 없고, 상상할 수 없으며, 변하지 않는다.

## 인도 철학

### 정통 학파
아트만은 힌두교도에게 형이상학적이고 영적인 개념으로, 종종 브라흐만 개념과 함께 경전에서 논의된다. 힌두교의 모든 주요 정통 학파(상키야, 요가, 니야야, 바이셰시카, 미맘사, 베단타)는 "아트만이 존재한다"는 베다와 우파니샤드의 근본적인 전제를 받아들인다. 힌두 철학, 특히 힌두교의 베단타 학파에서 아트만은 제일원리이다. 자이나교 또한 이 전제를 받아들이지만, 그것이 무엇을 의미하는지에 대해서는 자신만의 생각을 가지고 있다. 이와 대조적으로, 불교와 차르바카는 "아트만/영혼/자기"라고 불리는 어떤 것도 존재한다는 것을 부정한다.

#### 상키야

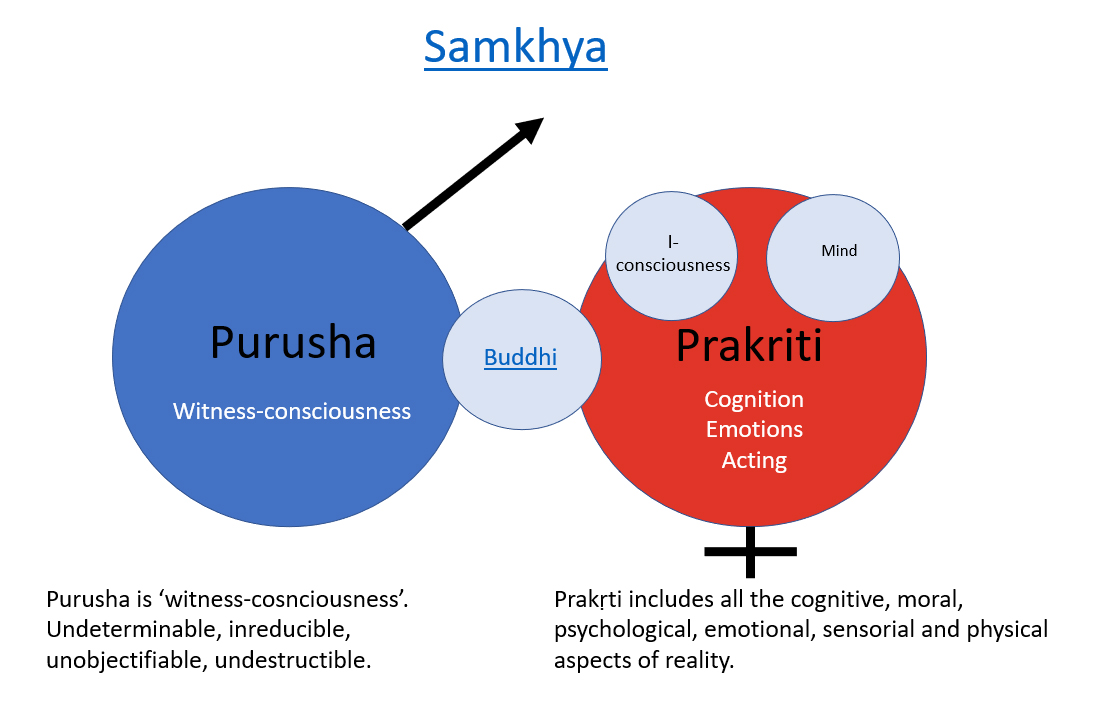
푸루샤-프라크리티

힌두교의 가장 오래된 학파인 상키야에서는 푸루샤, 즉 증인 의식이 아트만이다. 그것은 절대적이고 독립적이며 자유롭고, 다른 기관을 통해 지각할 수 없으며, 마음이나 감각에 의한 어떤 경험도 초월하며, 어떤 말이나 설명으로도 표현할 수 없다. 그것은 순수하며, "속성을 지니지 않는 의식"으로 남아있다. 푸루샤는 생산되지도 않으며 생산하지도 않는다. 푸루샤에 어떤 명칭도 붙일 수 없으며, 실체화되거나 객관화될 수도 없다. 그것은 "축소될 수 없으며, '정착될 수 없다'." 푸루샤에 대한 모든 지정은 프라크리티에서 오며, 이는 한계이다. 불이일원론과는 달리, 그리고 푸르바-미맘사와 마찬가지로, 상키야는 여러 푸루샤의 존재를 믿는다.
상키야는 자아(아스미타, 아함카라)를 쾌락과 고통의 원인으로 본다. 자기 지식은 몸-마음 복합체로부터 아트만을 분리하여 카이발야를 얻는 수단이다.

#### 요가 철학
힌두교 요가 학파의 근본 텍스트인 파탄잘리의 요가수트라는 여러 구절에서 아트만을 언급하며, 특히 마지막 장에서는 삼매를 자기 지식과 카이발야로 가는 길로 설명한다. 요가수트라에서 아트만에 대한 초기 언급 중 하나는 2.5절로, 무지의 증거에는 "아트만이 아닌 것을 아트만으로 혼동하는 것"이 포함된다.

अनित्याशुचिदुःखानात्मसु नित्यशुचिसुखात्मख्यातिरविद्या
아비댜(अविद्या, 무지)는 덧없는 것을 영원한 것으로, 불순한 것을 순수한 것으로, 고통을 주는 것을 기쁨을 주는 것으로, 아트만이 아닌 것을 아트만으로 여기는 것이다.
— 요가수트라 2.5

2.19-2.20절에서 요가수트라는 순수한 생각은 아트만의 영역이며, 지각 가능한 우주는 아트만을 깨우치기 위해 존재하지만, 아트만이 순수하더라도 지각이나 마음의 복잡성에 의해 속을 수 있다고 선언한다. 이 구절들은 또한 모든 경험의 목적이 자기 지식에 대한 수단으로 설정한다.

द्रष्टा दृशिमात्रः शुद्धोऽपि प्रत्ययानुपश्यः

तदर्थ एव दृश्यस्यात्मा
보는 자는 절대적인 아는 자이다. 순수하지만, 지성의 색깔에 의해 변형이 목격된다.

경관은 아트만의 목적을 위해서만 존재한다.
— 요가수트라 2.19 - 2.20

제4권에서 요가수트라는 영적 해방을 요가 수행자가 자기 지식을 구별하고, 자신의 마음을 더 이상 아트만으로 혼동하지 않으며, 마음이 어떤 종류의 고통이나 걱정에도 영향을 받지 않고, 무지가 사라지며, "순수한 의식이 자신의 순수한 본성 속에 자리 잡는" 단계라고 명시한다.
요가 학파는 아트만의 개념적 기반에서 상키야 학파와 유사하다. 두 학파 모두 카이발야 상태에서 발견되고 실현되는 자기이다. 상키야와 마찬가지로, 이것은 단일한 보편적 아트만이 아니다. 이것은 각 "순수 의식이 자신의 순수한 본성 속에 자리 잡는" 많은 개별적인 자기 중 하나로, 고유하고 구별되는 영혼/자기이다. 그러나 요가 학파의 방법론은 힌두 철학의 다른 학파에 광범위하게 영향을 미쳤다. 예를 들어, 베단타 일원론은 요가를 아드바이타 베단타에서 개념화된 지반묵티(이 삶에서의 자기 실현)에 도달하는 수단으로 채택했다. 요가와 상키야 학파는 아트만을 "관련 없고, 속성이 없으며, 스스로 빛나는, 어디에나 존재하는 실체"로 정의하며, 이는 의식과 동일하다.

#### 니야야
초기 무신론적 니야야 학파 학자들과 이후의 유신론적 니야야 학자들은 모두 아트만에 대한 체계적인 연구에 상당한 공헌을 했다. 그들은 "자기"가 인식자와 밀접하게 관련되어 있음에도 불구하고, 여전히 지식의 대상이 될 수 있다고 주장했다. 존 플롯은 니야야 학자들이 헤겔의 부정 이론을 훨씬 능가하는 부정 이론을 개발했으며, 그들의 인식론적 이론은 "인식자를 아는 것"에서 최소한 아리스토텔레스의 정교함과 동등하다고 말한다. 니야야 방법론은 힌두교의 모든 주요 학파에 영향을 미쳤다.
니야야 학자들은 아트만을 인간 의식의 기질이 되는 비지각적인 실체로 정의했으며, 욕망, 감정, 지각, 지식, 이해, 오류, 통찰, 고통, 행복 등과 같은 속성을 가지고 있거나 없는 상태로 나타난다.
니야야 학파의 아트만 이론은 힌두교의 아트만 개념에 두 가지 더 넓은 기여를 했다. 첫째, 니야야 학자들은 "자명하다"는 것을 넘어 불교도들과의 논쟁에서 그들의 인식론과 일치하는 합리적인 증거를 제시하여 "아트만이 존재한다"는 것을 입증했다. 둘째, 그들은 "아트만은 무엇이고 무엇이 아닌가"에 대한 이론을 개발했다. 예를 들어, '자아가 존재한다'는 명제에 대한 증거로 니야야 학자들은 "나는 수년 전에 이것을 했다"는 형태의 개인적인 회상과 기억이 실재하고, 지속적이며, 변하지 않고, 존재하는 자아가 있다는 것을 암묵적으로 전제한다고 주장했다.
힌두교 니야야 학파의 근본 텍스트인 2세기 니야야 수트라는 아트만이 인간 지식의 적절한 대상이라고 명시한다. 또한 아트만은 특정 징후, 즉 객관적으로 지각 가능한 속성으로부터 추론될 수 있는 실제 실체라고 명시한다. 예를 들어, 1권 1장 9절과 10절에서 니야야수트라는 다음과 같이 말한다:
니야야수트라 2권 1장 1절부터 23절까지는 보는 감각 행위가 지각 및 인지와 다르다는 것을 주장한다. 즉, 지각과 지식은 아트만의 탐구와 행동에서 비롯된다. 니야야 학자들은 아트만이 속성을 가지고 있지만, 그 속성들과는 다르다는 점을 강조한다. 예를 들어, 욕망은 아트만의 여러 속성 중 하나이지만, 아트만은 항상 욕망을 가지지 않으며, 해탈 상태에서는 아트만이 욕망이 없다. 또한 자아는 의식의 속성을 가지고 있지만, 그것 또한 본질적인 속성은 아니다. 니야야 학자들은 아트만이 깊은 잠에 빠질 때 의식을 잃는다고 생각한다.

#### 바이셰시카
힌두교의 바이셰시카 학파는 원자론적 자연주의의 비신학적 이론을 사용하여 아트만을 네 가지 영원한 비물질적 속성 없는 실체 중 하나로 상정한다. 나머지 세 가지는 시간(kāla), 공간(dik), 마나스(manas)이다. 바이셰시카 학자들은 시간과 공간은 하나(eka)이고, 영원(nitya)하며, 편재(vibhu)하다고 말했다. 시간과 공간은 불가분한 실재이지만, 인간의 마음은 과거, 현재, 미래, 다른 물질과 존재의 상대적 위치, 방향, 그리고 우주에서의 자신의 좌표를 이해하기 위해 그것들을 나누는 것을 선호한다. 시간과 공간의 이러한 특징과는 대조적으로, 바이셰시카 학자들은 아트만이 다른 세 가지 비물질적 및 다섯 가지 물질적 드라비아(dravya, 실체)로부터 환원되거나 추론될 수 없는 많은, 영원하고 독립적인 영적 실체라고 간주했다. 마음과 감각 기관은 도구이며, 의식은 "아트만, 영혼, 자기"의 영역이다.
바이셰시카 힌두교도에게 아트만에 대한 지식은 베단타 및 요가 학파가 묘사하는 "행복" 또는 "의식" 모크샤 상태가 없는 또 다른 지식이다.

#### 미맘사
힌두교의 의례 기반 미맘사 학파에서 아트만은 자아 의식으로 식별되는 영원하고 편재하며 본질적으로 활동적인 본질이다. 다른 모든 힌두교 학파와는 달리, 미맘사카 학자들은 자아와 아트만을 동일시했다. 미맘사 학파 내에서도 믿음의 차이가 있었다. 예를 들어, 쿠마릴라는 아트만이 자아 의식의 대상이라고 믿었지만, 프라바카라는 아트만이 자아 의식의 주체라고 믿었다. 미맘사 힌두교도들은 중요한 것은 완벽하게 수행된 덕스러운 행동과 의례이며, 이것이 아트만을 알든 모르든 상관없이 공덕을 쌓고 아트만에 지식을 각인시킨다고 믿었다. 그들의 가장 중요한 강조는 법/의무/덕스러운 삶(다르마)의 공식화와 이해, 그리고 그에 따른 크리야(행동)의 완벽한 실행이었다. 그들에게 우파니샤드의 아트만 논의는 이차적인 중요성을 가졌다. 다른 학파들은 미맘사의 아트만 이론에 동의하지 않고 폐기했지만, 미맘사의 윤리, 자기 훈련, 행동, 다르마 이론을 아트만을 알아가는 여정에 필수적인 것으로 통합했다.

#### 베단타

##### 불이일원론
불이일원론 (비이원론)은 각 생명체 내의 "영혼/자기"가 브라흐만과 완전히 동일하다고 본다. 아드바이타 학파는 모든 생명체에 모양이나 형태와 관계없이 하나의 영혼이 연결되어 존재하며, 구별이 없다고 믿는다. 별개의 숭배자 영혼(아트만)과 신 영혼(브라흐만)은 없다. 각 자아는 무한한 것과 다르지 않다.
불이일원론 철학은 아트만을 사트-치트-아난다, 즉 자생적인 인식, 무한하고 비이원적인 것으로 간주한다. 아트만은 보편적인 원리이며, 영원하고 분화되지 않는 스스로 빛나는 의식이라는 것이 불이일원론 힌두교의 진리라고 주장한다. 인간은 이 보편적인 자아에 대한 무지 상태에서 자신의 "나-임"을 다른 존재와 다르다고 여기고, 충동, 두려움, 갈망, 악의, 분열, 혼란, 불안, 열정, 구별감에서 행동한다. 아드바이타 학파에게 아트만 지식은 모든 수준에서 이원성을 극복하고, 자신 안의 신성, 타인 안의 신성, 그리고 모든 살아있는 존재 안의 신성을 깨닫는 완전한 인식, 해탈, 자유의 상태이다. 신이 모든 것에 있고, 모든 것이 신이라는 비이원적 통일성이다. 개별 생명체/영혼, 또는 지바-아트마를 '하나의 아트만'과 동일시하는 것이 비이원론적 불이일원론의 입장이다.

##### 드바이타 베단타
드바이타 베단타는 살아있는 존재의 개별 아트만과 지고한 존재의 아트만(파라마아트만)을 구별한다. 드바이타 베단타 학자들은 신은 궁극적이고 완전하지만 불완전하고 불완전한 지바(개별 영혼)와는 다른 영혼이라고 말한다. 신은 개별 영혼을 창조했지만, 개별 영혼은 결코 신과 하나가 되지 않았고 앞으로도 되지 않을 것이며, 신에게 무한히 가까이 다가가 행복을 경험하는 것이 최선이라고 드바이타 베단타 학자들은 말한다. 해탈은 사후에 신과의 교제를 통해서만 가능하며, 오직 신의 은총을 통해서만 가능하다(그렇지 않으면 자신의 아트만은 다시 태어난다).

### 불교
'무아'의 비동일시를 논리적 결론까지 적용하면, 불교는 불변하는 본질, 즉 "영원하고, 본질적이며, 절대적인 영혼, 자기 또는 아트만이라고 불리는 어떤 것"을 주장하지 않는다. 자야틸레케에 따르면, 우파니샤드의 탐구는 가정된 아트만과의 경험적 상관관계를 찾지 못했지만, 그럼에도 불구하고 그 존재를 가정하며, 매켄지에 따르면, 불이일원론자들은 "의식을 영원한 자아로 실체화한다." 대조적으로, 불교의 탐구는 "그러한 아트만이 존재하지 않는다는 경험적 조사를 통해 만족한다. 왜냐하면 증거가 없기 때문이다"라고 자야틸레케는 말한다.
열반은 번뇌와 심신 복합체의 번뇌로부터의 해탈이지만, 불교는 무엇이 해탈되는지에 대한 정의를 회피한다. 요하네스 브롱크호르스트에 따르면, "원시 불교가 영혼의 존재를 부정하지 않았을 수도 있지만", 그들이 "영혼이 본질적으로 행동에 관여하지 않는다"고 말할 수 없었기 때문에 그것에 대해 이야기하고 싶어하지 않았을 수도 있다. 스칸다가 무상(아나트만)하고 고통스럽다(두카)고 간주되는 반면, 영원하고 즐겁고 불변하는 자아의 존재는 인정되지도 명시적으로 부정되지도 않는다. 해탈은 그러한 자아에 대한 지식으로 얻어지는 것이 아니라, "오류로 자아로 여겨질 수 있는 것으로부터 벗어나는 것"으로 얻어진다.
하비에 따르면, 불교에서는 무상 존재의 부정은 우파니샤드보다 훨씬 더 엄격하게 적용된다:
우파니샤드가 많은 것을 무아로 인정했지만, 그들은 실제적이고 진정한 자아를 찾을 수 있다고 느꼈다. 그들은 그것이 발견되어 모든 것의 근본인 브라흐만과 동일하다는 것을 알게 되면 해탈을 가져올 것이라고 주장했다. 그러나 불교 숫따에서는 글자 그대로 모든 것이 무아로 간주되며, 열반조차도 그렇다. 이것을 알게 되면 완전한 무집착으로 해탈, 즉 열반이 얻어진다. 따라서 우파니샤드와 불교 숫따 모두 많은 것을 무아로 보지만, 숫따는 그것을 모든 것에 적용한다.

그럼에도 불구하고, 공통 기원 1천년기에 연대순으로 배치된 불교 텍스트, 예를 들어 대승 전통의 여래장경에서도 여래장(Tathagatagarbha) 또는 불성과 같이 자아와 유사한 개념이 발견된다. 상좌부 전통에서 태국의 담마까야 운동은 열반을 무아(anatta)의 범주에 포함시키는 것은 잘못된 것이라고 가르친다. 대신 열반은 "참된 자아" 또는 담마까야라고 가르친다. 1939년 당시 태국 승왕도 비슷한 해석을 내놓았다. 윌리엄스에 따르면, 승왕의 해석은 여래장경을 반영한다.
불성 개념은 논란의 여지가 있으며, "영원한 자아" 개념은 강력하게 공격받아왔다. 이러한 "자아와 유사한" 개념들은 자아도 아니고, 유정체도 아니고, 영혼도 아니고, 개성도 아니다. 일부 학자들은 여래장경이 비불교도들에게 불교를 홍보하기 위해 쓰였다고 주장한다. 담마까야 운동의 열반이 아트만이라는 가르침은 저명한 학승인 프라윳 파유토에 의해 불교에서 이단으로 비판받았으며, 그는 '부처는 열반을 무아로 가르쳤다'고 덧붙였다. 불교에서 '자기'와 '무아'에 대한 가르침의 본질에 대한 이 분쟁은 체포 영장, 공격 및 위협으로 이어졌다.

## 힌두 윤리에 대한 아트만 개념의 영향

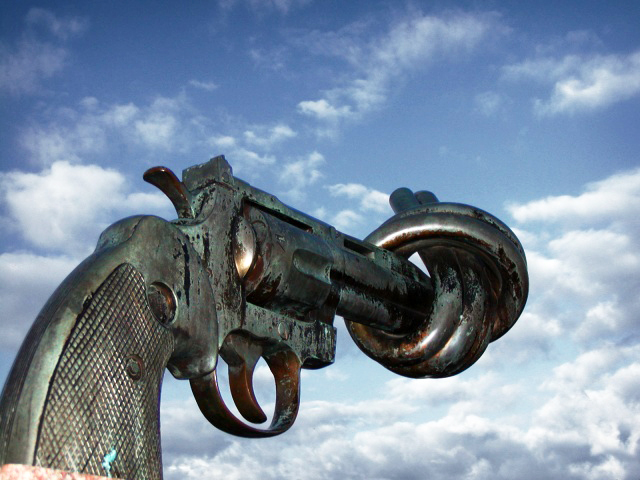
아힘사, 비폭력은 힌두교에서 가장 높은 윤리적 가치이자 미덕으로 여겨진다. 아힘사의 미덕은 힌두 전통의 아트만 이론에서 비롯된다.

우파니샤드의 아트만 이론은 고대 윤리 이론과 현재 힌두교로 알려진 다르마 전통에 깊은 영향을 미쳤다. 힌두교의 가장 오래된 다르마수트라는 베다 경전과 우파니샤드에서 아트만 이론을 인용하며, 그 토대 위에 다르마, 법률, 윤리의 교훈을 구축한다. 특히 불이일원론과 요가 버전의 아트만 이론은 아힘사 (모든 생명체에 대한 비폭력), 채식주의 문화, 그리고 기타 윤리적이고 다르마적인 삶의 이론의 출현에 영향을 미쳤다.

### 다르마수트라
다르마수트라와 다르마샤스트라는 아트만 이론의 가르침을 통합한다. 예를 들어, 가장 오래된 인도 다르마 텍스트로 알려진 아파스탐바 다르마수트라는 1.8.22장과 1.8.23장을 "아트만 지식"이라는 제목으로 하고 다음을 인용한다:
아트만 지식을 얻는 것보다 더 높은 목적은 없다. 우리는 아트만 지식의 획득을 언급하는 베다의 구절들을 인용할 것이다. 모든 살아있는 피조물은 물질에 싸여 있는 그분, 불멸하며, 티 없는 분의 거처이다. 현명한 사람은 아트만 지식을 위해 노력해야 한다. 그분은 [자기] 모든 피조물 안에 있는 영원한 부분이며, 본질은 지혜이고, 불멸하며, 불변하며, 순수하다. 그분은 우주이며, 최고의 목표이다. – 1.8.22.2-7
분노로부터의 자유, 흥분으로부터, 격노로부터, 탐욕으로부터, 당혹감으로부터, 위선으로부터, 해로움으로부터(타인에 대한 해로움으로부터); 진실을 말하고, 적당히 먹고, 비방과 질투를 삼가고, 다른 사람들과 나누고, 선물을 받지 않고, 정직함, 용서, 부드러움, 평온, 절제, 모든 살아있는 피조물과의 우정, 요가, 명예로운 행동, 자비로움, 만족 – 이 미덕들은 모든 아슈라마에 대해 합의되었다. 신성한 법의 가르침에 따라 이것들을 실천하는 자는 보편적 자기와 합일된다. – 1.8.23.6
— 아트만 지식, 아파스탐바 다르마 수트라, 기원전 400년경

### 아힘사
힌두교 전통에서 어떤 인간이나 다른 살아있는 피조물에게도 해를 끼치지 않는 윤리적 금지(아힘사, अहिंसा)는 아트만 이론에서 비롯되었다. 어떤 살아있는 존재에게도 해를 끼치지 않는 이 계율은 찬도기야 우파니샤드 (기원전 8세기경)의 찬송가 8.15.1에서 아트만 이론과 함께 나타나며, 이후 힌두 철학 텍스트의 중심이 되어 고대 다르마수트라와 후대 마누-스므리티의 다르마 법전에 포함된다. 아힘사 이론은 "아트만은 보편적인 하나이며, 모든 살아있는 존재에 현존한다. 아트만은 모든 사람을 연결하고 스며든다. 다른 존재를 해치거나 해를 입히는 것은 아트만을 해치는 것이며, 따라서 다른 몸 안에 존재하는 자신의 자아를 해치는 것이다"라는 자연스러운 결과이자 귀결이다. 자신의 아트만, 보편적인 것, 그리고 아힘사 사이의 이러한 개념적 연결은 이샤 우파니샤드에서 시작되며, 고대 학자 야즈나발키야의 이론에서 발전하고, 20세기 초 식민주의에 반대하는 비폭력 운동을 이끌었던 간디에게 영감을 주었다.

यस्तु सर्वाणि भूतान्यात्मन्येवानुपश्यति । सर्वभूतेषु चात्मानं ततो न विजुगुप्सते ॥६॥

यस्मिन्सर्वाणि भूतान्यात्मैवाभूद्विजानतः । तत्र को मोहः कः शोक एकत्वमनुपश्यतः ॥७॥

स पर्यगाच्छुक्रमकायमव्रणम् अस्नाविरँ शुद्धमपापविद्धम् । कविर्मनीषी परिभूः स्वयम्भूःयाथातथ्यतोऽर्थान् व्यदधाच्छाश्वतीभ्यः समाभ्यः ॥८॥
자신의 아트만 안에서 모든 것을 보고, 자신의 아트만을 모든 것 안에서 보는 자는 그것으로부터 자신을 숨기려 하지 않는다.

모든 존재가 자신의 아트만과 하나가 된 지혜로운 자에게, 이 하나됨을 볼 때 무슨 당혹감, 무슨 슬픔이 있겠는가?

그[자기]는 모든 것을 스며들고, 빛나며, 몸이 없고, 상처가 없고, 근육이 없으며, 순수하고, 악에 물들지 않았으며; 멀리 내다보고, 초월적이며, 자생적이며, 영원한 시대를 통해 목적을 배치한다.
— 이샤 우파니샤드, 찬송가 6-8,

## 같이 보기
- 나 (불교)
- 아트만 (자이나교)
- 이슈바라
- 지바
- 즈냐나
- 해탈
- 정신
- 타트 트밤 아시
- 지바와 아트만의 나무

### 설명주
1. 1 2 3  Atman and Buddhism:
  - Wynne (2011, 103–105쪽): "The denial that a human being possesses a "self" or "soul" is probably the most famous Buddhist teaching. It is certainly its most distinct, as has been pointed out by G. P. Malalasekera: "In its denial of any real permanent Soul or Self, Buddhism stands alone." A similar modern Sinhalese perspective has been expressed by Walpola Rahula: "Buddhism stands unique in the history of human thought in denying the existence of such a Soul, Self or Ātman." The "no Self" or "no soul" doctrine (Sanskrit: anātman; Pāli: anattan) is particularly notable for its widespread acceptance and historical endurance. It was a standard belief of virtually all the ancient schools of Indian Buddhism (the notable exception being the Pudgalavādins), and has persisted without change into the modern era. [...] both views are mirrored by the modern Theravādin perspective of Mahasi Sayadaw that "there is no person or soul" and the modern Mahāyāna view of the fourteenth Dalai Lama that "[t]he Buddha taught that [...] our belief in an independent self is the root cause of all suffering"."
  - Collins (1994, 64쪽): "Central to Buddhist soteriology is the doctrine of not-self (Pali: anattā, Sanskrit: anātman, the opposed doctrine of ātman is central to Brahmanical thought). Put very briefly, this is the [Buddhist] doctrine that human beings have no soul, no self, no unchanging essence."
  - Plott (2000, 62쪽): "The Buddhist schools reject any Ātman concept. As we have already observed, this is the basic and ineradicable distinction between Hinduism and Buddhism."

The notion of no-self is not so much a doctrine, as it is a 'technique' to disidentify from any sorrowfull existent, akin to the Samkhya-notion of Kaivalya:
  - Jayatilleke (1963, 246–249, from note 385 onwards쪽) refers to various notions of "self" or "soul" rejected by early Buddhism; several Buddhist texts record Samkhya-like notions of Atman c.q. consciousness being different from the body, and liberation is the recognition of this difference.
  - Javanaud (2013): "When Buddhists assert the doctrine of 'no-self', they have a clear conception of what a self would be. The self Buddhists deny would have to meet the following criteria: it would (i) retain identity over time, (ii) be permanent (that is, enduring), and (iii) have 'controlling powers' over the parts of a person. Yet through empirical investigation, Buddhists conclude that there is no such thing. 'I' is commonly used to refer to the mind/body integration of the five skandhas, but when we examine these, we discover that in none alone are the necessary criteria for self met, and as we've seen, the combination of them is a convenient fiction [...] Objectors to the exhaustiveness claim often argue that for discovering the self the Buddhist commitment to empirical means is mistaken. True, we cannot discover the self in the five skandhas, precisely because the self is that which is beyond or distinct from the five skandhas. Whereas Buddhists deny the self on grounds that, if it were there, we would be able to point it out, opponents of this view, including Sankara of the Hindu Advaita Vedanta school, are not at all surprised that we cannot point out the self; for the self is that which does the pointing rather than that which is pointed at. Buddha defended his commitment to the empirical method on grounds that, without it, one abandons the pursuit of knowledge in favour of speculation."

Liberation (nirvana) is not attained by a "self," but is the release of anything that could be "self":
  - Collins1990, 82쪽): "It is at this point that the differences [between Upanishads and Abhidharma] start to become marked. There is no central self which animates the impersonal elements. The concept of nirvana (Pali nibbana), although similarly the criterion according to which ethical judgements are made and religious life assessed, is not the liberated state of a self. Like all other things and concepts (dhamma) it is anatta, not-self [in Buddhism]."
  - McClelland (2010, 16–18쪽): "Anatman/Anatta. Literally meaning no (an-) self or soul (-atman), this Buddhist term applies to the denial of a metaphysically changeless, eternal and autonomous soul or self. (...) The early canonical Buddhist view of nirvana sometimes suggests a kind of extinction-like (kataleptic) state that automatically encourages a metaphysical no-soul (self)."
2. ↑  Definitions:
  - Oxford Dictionaries, Oxford University Press (2012), Atman: "1. real self of the individual; 2. a person's soul";
  - John Bowker (2000), The Concise Oxford Dictionary of World Religions, Oxford University Press, ISBN 978-0192800947, Atman: "the real or true Self";
  - W.J. Johnson (2009), A Dictionary of Hinduism, Oxford University Press, ISBN 978-0198610250, See entry for Atman (self).
  - Encyclopedia Britannica, Atman: Atman, (Sanskrit: "self," "breath") one of the most basic concepts in Hinduism, the universal self, identical with the eternal core of the personality that after death either transmigrates to a new life or attains release (moksha) from the bonds of existence."
  - Shepard (1991): "Usually translated "Soul" but better rendered "Self.""
  - John Grimes (1996), A Concise Dictionary of Indian Philosophy, State University of New York Press, ISBN 0791430685, Atman: "breath" (from the verb root at = "to breathe"); inner Self, the Reality which is the substrate of the individual and identical with the Absolute (Brahman).
  - The Presence of Shiva (1994), Stella Kramrisch, Princeton University Press, ISBN 9780691019307, Atma (Glossary) p. 470 "the Self, the inmost Self or, the life principle"
3. ↑  Williams (2008, 104–105, 108–109쪽): "(...) it refers to the Buddha using the term "Self" in order to win over non-Buddhist ascetics."
4. While often translated as "soul," it is better translated as "self":
  - Lorenzen (2004, 208–209쪽): "individual soul (aatman) [sic]"
  - King (1995, 64쪽): "Atman as the innermost essence or soul of man."
  - Meister (2010, 63쪽): Atman (soul)"
  - Shepard (1991): "Usually translated "Soul" but better rendered "Self.""

### 참조주
1. 1 2
2. 1 2  Shepard 1991.
3. ↑  Lorenzen 2004, 208-209쪽.
4. ↑  Richard King (1995), Early Advaita Vedanta and Buddhism, State University of New York Press, ISBN 978-0791425138, page 64, Quote: "Atman as the innermost essence or soul of man, and Brahman as the innermost essence and support of the universe. (...) Thus we can see in the Upanishads, a tendency towards a convergence of microcosm and macrocosm, culminating in the equating of atman with Brahman".
5. ↑    - Advaita: “Hindu Philosophy: Advaita”, 《인터넷 철학 백과사전》, 2020년 6월 9일에 확인함 and “Advaita Vedanta”, 《인터넷 철학 백과사전》, 2020년 6월 9일에 확인함
* Dvaita: “Hindu Philosophy: Dvaita”, 《인터넷 철학 백과사전》, 2020년 6월 9일에 확인함 and “Madhva (1238—1317)”, 《인터넷 철학 백과사전》, 2020년 6월 9일에 확인함
* Bhedabheda: “Bhedabheda Vedanta”, 《인터넷 철학 백과사전》, 2020년 6월 9일에 확인함
6. 1 2 3 4  Jayatilleke 1963, 39쪽.
7. 1 2 3  Bronkhorst 1993, 99 with footnote 12쪽.
8. 1 2 3 4  Bronkhorst 2009, 25쪽.
9. 1 2 3  Harvey 2012, 59–60쪽.
10. ↑  Dalal 2011, 38쪽.
11. ↑  Karel Werner (1998), 《Yoga and Indian Philosophy》, Motilal Banarsidass, 57–58쪽, ISBN 978-81-208-1609-1
12. 1 2 3 4 5  Plott 2000, 60-62쪽.
13. ↑  Deutsch 1973, 48쪽.
14. 1 2  Roshen Dalal (2010), 《The Religions of India: A Concise Guide to Nine Major Faiths》, Penguin Books, 38쪽, ISBN 978-0-14-341517-6
15. 1 2  Norman C. McClelland (2010), 《Encyclopedia of Reincarnation and Karma》, McFarland, 34–35쪽, ISBN 978-0-7864-5675-8
16. 1 2  [a] Julius Lipner (2012), 《Hindus: Their Religious Beliefs and Practices》, Routledge, 53–56, 81, 160–161, 269–270쪽, ISBN 978-1-135-24060-8;
[b] P. T. Raju (1985), 《Structural Depths of Indian Thought》, State University of New York Press, 26–37쪽, ISBN 978-0-88706-139-4;
[c] Gavin D. Flood (1996), 《An Introduction to Hinduism》, Cambridge University Press, 15, 84–85쪽, ISBN 978-0-521-43878-0
17. ↑  James Hart (2009), Who One Is: Book 2: Existenz and Transcendental Phenomenology, Springer, ISBN 978-1402091773, pages 2-3, 46-47
18. ↑  Richard White (2012), The Heart of Wisdom: A Philosophy of Spiritual Life, Rowman & Littlefield Publishers, ISBN 978-1442221161, pages 125-131
19. ↑  Christina Puchalski (2006), A Time for Listening and Caring, Oxford University Press, ISBN 978-0195146820, page 172
20. ↑  ऋग्वेद: सूक्तं १०.९७, Wikisource; Quote: "यदिमा वाजयन्नहमोषधीर्हस्त आदधे । आत्मा यक्ष्मस्य नश्यति पुरा जीवगृभो यथा ॥११॥
21. ↑  Baumer, Bettina and Vatsyayan, Kapila. Kalatattvakosa Vol. 1: Pervasive Terms Vyapti (Indira Gandhi National Centre for the Arts). Motilal Banarsidass; Revised edition (March 1, 2001). P. 42. ISBN 8120805844.
22. ↑  Source 1: Rig veda Sanskrit;
Source 2: ऋग्वेदः/संहिता Wikisource
23. ↑  PT Raju (1985), Structural Depths of Indian Thought, State University of New York Press, ISBN 978-0887061394, pages 35-36
24. 1 2  Grimes 1996, 69쪽.
25. 1 2 3  Koller 2012, 99-102쪽.
26. ↑  파울 도이센, The Philosophy of the Upanishads - 구글 도서, Dover Publications, pages 86-111, 182-212
27. ↑  Mitra, Arpita (2018),  Jain, Pankaj; Sherma, Rita; Khanna, Madhu, 편집., “Ātman, Hinduism”, 《Hinduism and Tribal Religions》 (영어) (Dordrecht: Springer Netherlands), 1–8쪽, doi:10.1007/978-94-024-1036-5_172-1, ISBN 978-94-024-1036-5, 2025년 5월 17일에 확인함
28. ↑  Patrick Olivelle (2014), The Early Upanishads, Oxford University Press, ISBN 978-0195124354, page 12-13
29. ↑  Raju, Poolla Tirupati. Structural Depths of Indian Thought. SUNY Series in Philosophy. P. 26. ISBN 0-88706-139-7.
30. ↑  Sanskrit Original: बृहदारण्यक उपनिषद् मन्त्र ५ [IV.iv.5], Sanskrit Documents;
Translation 1: Brihadāranyaka Upanishad 4.4.5  Madhavananda (Translator), page 712;
Translation 2: Brihadāranyaka Upanishad 4.4.5  Eduard Roer (Translator), page 235
31. 1 2  Sanskrit Original: बृहदारण्यक उपनिषद्, Sanskrit Documents;
Translation 1: Brihadāranyaka Upanishad 1.4.10  Eduard Roer (Translator), pages 101-120, Quote: "For he becomes the soul of them." (page 114);
Translation 2: Brihadāranyaka Upanishad 1.4.10  Madhavananda (Translator), page 146;
32. ↑  막스 뮐러, Upanishads, Wordsworth, ISBN 978-1840221022, pages XXIII-XXIV
33. ↑  Original Sanskrit: अग्निर्यथैको भुवनं प्रविष्टो, रूपं रूपं प्रतिरूपो बभूव । एकस्तथा सर्वभूतान्तरात्मा, रूपं रूपं प्रतिरूपो बहिश्च ॥ ९ ॥;
English Translation 1: Stephen Knapp (2005), The Heart of Hinduism, ISBN 978-0595350759, page 202-203;
English Translation 2:Katha Upanishad Max Müller (Translator), Fifth Valli, 9th verse
34. 1 2  Sanskrit Original: आत्मानँ रथितं विद्धि शरीरँ रथमेव तु । बुद्धिं तु सारथिं विद्धि मनः प्रग्रहमेव च ॥ ३ ॥ इन्द्रियाणि हयानाहुर्विषयाँ स्तेषु गोचरान् । आत्मेन्द्रियमनोयुक्तं भोक्तेत्याहुर्मनीषिणः ॥ ४ ॥, Katha Upanishad Wikisource;
English Translation: Max Müller, Katha Upanishad Third Valli, Verse 3 & 4 and through 15, pages 12-14
35. ↑  Stephen Kaplan (2011), The Routledge Companion to Religion and Science, (Editors: James W. Haag, Gregory R. Peterson, Michael L. Speziopage), Routledge, ISBN 978-0415492447, page 323
36. 1 2  Sutton, Nicholas (2017년 3월 13일). 《Bhagavad Gita: The Oxford Centre for Hindu Studies Guide》 (영어). Oxford Centre for Hindu Studies. 35–37쪽. ISBN 978-1-5030-5291-8.
37. ↑  A. L. Herman (1976), 《An Introduction to Indian Thought》, Prentice-Hall, 110–115쪽, ISBN 978-0-13-484477-0
38. ↑  Jeaneane D. Fowler (1997), 《Hinduism: Beliefs and Practices》, Sussex Academic Press, 109–121쪽, ISBN 978-1-898723-60-8
39. ↑  Arvind Sharma (2004), 《Advaita Vedānta: An Introduction》, Motilal Banarsidass, 24–43쪽, ISBN 978-81-208-2027-2
40. ↑  Deussen, Paul and Geden, A. S. The Philosophy of the Upanishads. Cosimo Classics (June 1, 2010). P. 86. ISBN 1616402407.
41. 1 2  Sharma 1997, 155–7쪽.
42. ↑  Chapple 2008, 21쪽.
43. ↑  Osto 2018, 203쪽.
44. ↑  Paranjpe, A. C. Self and Identity in Modern Psychology and Indian Thought. Springer; 1 edition (September 30, 1998). P. 263-264. ISBN 978-0-306-45844-6.
45. 1 2 3  
  - Sanskrit Original with Translation 1: The Yoga Philosophy TR Tatya (Translator), with Bhojaraja commentary; Harvard University Archives;
  - Translation 2: The Yoga-darsana: The sutras of Patanjali with the Bhasya of Vyasa GN Jha (Translator), with notes; Harvard University Archives;
  - Translation 3: The Yogasutras of Patanjali Charles Johnston (Translator)
46. ↑  Verses 4.24-4.34, Patanjali's Yogasutras; Quote: "विशेषदर्शिन आत्मभावभावनाविनिवृत्तिः"
47. ↑  Stephen H. Phillips, Classical Indian Metaphysics: Refutations of Realism and the Emergence of "new Logic". Open Court Publishing, 1995, pages 12–13.
48. 1 2  Plott 2000, 62쪽.
49. 1 2 3 4  Original Sanskrit: Nyayasutra Anand Ashram Sanskrit Granthvali, pages 26-28;
English translation 1: Nyayasutra see verses 1.1.9 and 1.1.10 on pages 4-5;
English translation 2: Elisa Freschi (2014), Puspika: Tracing Ancient India Through Texts and Traditions, (Editors: Giovanni Ciotti, Alastair Gornall, Paolo Visigalli), Oxbow, ISBN 978-1782974154, pages 56-73
50. ↑  KK Chakrabarti (1999), Classical Indian Philosophy of Mind: The Nyaya Dualist Tradition, State University of New York Press, ISBN 978-0791441718, pages 2, 187-188, 220
51. 1 2  See example discussed in this section; For additional examples of Nyaya reasoning to prove that 'self exists', using propositions and its theories of negation, see: Nyayasutra verses 1.2.1 on pages 14-15, 1.2.59 on page 20, 3.1.1-3.1.27 on pages 63-69, and later chapters
52. 1 2  Roy W. Perrett (Editor, 2000), Indian Philosophy: Metaphysics, Volume 3, Taylor & Francis, ISBN 978-0815336082, page xvii; also see Chakrabarti pages 279-292
53. ↑  Sutras_1913#page/n47/mode/2up Nyayasutra see pages 22-29
54. ↑  Thompson, Evan (2014년 11월 18일). 《Waking, Dreaming, Being: Self and Consciousness in Neuroscience, Meditation, and Philosophy》 (영어). Columbia University Press. 240쪽. ISBN 978-0-231-53831-2.
55. ↑  학파는 다섯 가지 물질적 실체(흙, 물, 공기, 물, 아카샤(에테르/하늘/공기 너머의 공간))가 있다고 주장한다.
56. 1 2 3  Sarvepalli Radhakrishnan and Charles A. Moore (Eds., 1973), A Sourcebook in Indian Philosophy, Princeton University Press, Reprinted in 1973, ISBN 978-0691019581, pages 386-423
57. 1 2  PT Raju (2008), The Philosophical Traditions of India, Routledge, ISBN 978-0415461214, pages 79-80
58. 1 2  Chris Bartley (2013), Purva Mimamsa, in Encyclopaedia of Asian Philosophy (Editor: Oliver Leaman), Routledge, 978-0415862530, page 443-445
59. ↑  Oliver Leaman (2006), Shruti, in Encyclopaedia of Asian Philosophy, Routledge, ISBN 978-0415862530, page 503
60. ↑  PT Raju (2008), The Philosophical Traditions of India, Routledge, ISBN 978-0415461214, pages 82-85
61. ↑  PT Raju (1985), Structural Depths of Indian Thought, State University of New York Press, ISBN 978-0887061394, pages 54-63; Michael C. Brannigan (2009), Striking a Balance: A Primer in Traditional Asian Values, Rowman & Littlefield, ISBN 978-0739138465, page 15
62. 1 2 3 4  Arvind Sharma (2007), Advaita Vedānta: An Introduction, Motilal Banarsidass, ISBN 978-8120820272, pages 19-40, 53-58, 79-86
63. ↑  Karl Potter (2008), Encyclopedia of Indian Philosophies: Advaita Vedānta, Volume 3, Motilal Banarsidass, ISBN 978-8120803107, pages 510-512
64. 1 2  A Rambachan (2006), The Advaita Worldview: God, World, and Humanity, State University of New York Press, ISBN 978-0791468524, pages 47, 99-103
65. ↑  S Timalsina (2014), Consciousness in Indian Philosophy: The Advaita Doctrine of 'Awareness Only', Routledge, ISBN 978-0415762236, pages 3-23
66. ↑  Eliot Deutsch (1980), Advaita Vedanta: A Philosophical Reconstruction, University of Hawaii Press, ISBN 978-0824802714, pages 48-53
67. ↑  A Rambachan (2006), The Advaita Worldview: God, World, and Humanity, State University of New York Press, ISBN 978-0791468524, pages 114-122
68. ↑  Adi Sankara, A Bouquet of Nondual Texts: Advaita Prakarana Manjari, Translators: Ramamoorthy & Nome, ISBN 978-0970366726, pages 173-214
69. ↑  바가바타 푸라나 3.28.41 보관됨 2012-02-17 - 웨이백 머신
70. ↑  Bhagavata Purana 7.7.19–20 "Atma also refers to the Supreme Lord or the living entities. Both of them are spiritual."
71. ↑  R Prasad (2009), A Historical-developmental Study of Classical Indian Philosophy of Morals, Concept Publishing, ISBN 978-8180695957, pages 345-347
72. ↑  Thomas Padiyath (2014), The Metaphysics of Becoming, De Gruyter, ISBN 978-3110342550, pages 155-157
73. ↑  James Lewis and William Travis (1999), Religious Traditions of the World, ISBN 978-1579102302, pages 279-280
74. ↑  Mackenzie 2012.
75. ↑  Williams 2008, 104, 125–127쪽.
76. ↑  Hookham 1991, 100–104쪽.
77. ↑  Mackenzie 2007, 100–5, 110쪽.
78. ↑  Williams 2008, 126쪽.
79. ↑  Hubbard & Swanson 1997.
80. ↑  Williams 2008, 107, 112쪽; Hookham 1991, 96쪽.
81. ↑  Williams 2008, 104–105, 108–109쪽.
82. ↑  Fowler 1999, 101–102쪽.
83. ↑  Pettit 1999, 48–49쪽.
84. ↑  Mackenzie 2007, 51–52쪽.
85. ↑  Stephen H. Phillips & other authors (2008), in Encyclopedia of Violence, Peace, & Conflict (Second Edition), ISBN 978-0123739858, Elsevier Science, Pages 1347–1356, 701-849, 1867
86. 1 2 3 4  Ludwig Alsdorf (2010), The History of Vegetarianism and Cow-Veneration in India, Routledge, ISBN 978-0415548243, pages 111-114
87. ↑  NF Gier (1995), Ahimsa, the Self, and Postmodernism, International Philosophical Quarterly, Volume 35, Issue 1, pages 71-86, doi:10.5840/ipq199535160;
Jean Varenne (1977), Yoga and the Hindu Tradition, University of Chicago Press, ISBN 978-0226851167, page 200-202
88. ↑  These ancient texts of India refer to Upanishads and Vedic era texts some of which have been traced to preserved documents, but some are lost or yet to be found.
89. ↑  Stephen H. Phillips (2009), Yoga, Karma, and Rebirth: A Brief History and Philosophy, Columbia University Press, ISBN 978-0231144858, pages 122-125
90. ↑  Knut Jacobsen (1994), The institutionalization of the ethics of "non-injury" toward all "beings" in Ancient India, Environmental Ethics, Volume 16, Issue 3, pages 287-301, doi:10.5840/enviroethics199416318
91. 1 2  Sanskrit Original: Apastamba Dharma Sutra page 14;
English Translation 1: Knowledge of the Atman Apastamba Dharmasutra, The Sacred Laws of the Aryas, Georg Bühler (Translator), pages 75-79;
English Translation 2: Ludwig Alsdorf (2010), The History of Vegetarianism and Cow-Veneration in India, Routledge, ISBN 978-0415548243, pages 111-112;
English Translation 3: Patrick Olivelle (1999), Dharmasutras, Oxford University Press, ISBN 978-0192838827, page 34
92. ↑  Sanskrit original: तधैतद्ब्रह्मा प्रजापतये उवाच प्रजापतिर्मनवे मनुः प्रजाभ्यः आचार्यकुलाद्वेदमधीत्य यथाविधानं गुरोः कर्मातिशेषेणाभिसमावृत्य कुटुम्बे शुचौ देशे स्वाध्यायमधीयानो धर्मिकान्विदधदात्मनि सर्वैन्द्रियाणि संप्रतिष्ठाप्याहिँसन्सर्व भूतान्यन्यत्र तीर्थेभ्यः स खल्वेवं वर्तयन्यावदायुषं ब्रह्मलोकमभिसंपद्यते न च पुनरावर्तते न च पुनरावर्तते ॥१॥; छान्दोग्योपनिषद् ४ Wikisource;
English Translation: Paul Deussen, Sixty Upanishads of the Veda, Volume 1, Motilal Banarsidass, ISBN 978-8120814684, page 205
93. 1 2  Sanskrit original: ईशावास्य उपनिषद् Wikisource;
English Translation 1: Isha Upanishad Max Müller (Translator), Oxford University Press, page 312, hymns 6 to 8;
English Translation 2: Isha Upanishad See translation by Charles Johnston, Universal Theosophy;
English Translation 3: Isavasyopanishad SS Sastri (Translator), hymns 6-8, pages 12-14
94. ↑  Deen K. Chatterjee (2011), Encyclopedia of Global Justice: A - I, Volume 1, Springer, ISBN 978-1402091599, page 376